# Dispositivos electrónicos inalámbricos y salud
La Organización Mundial de la Salud (OMS) ha reconocido que existe "ansiedad y especulación" respecto a contaminación electromagnética (CEM) y sus efectos descritos o alegados sobre la salud pública.

## Marco teórico
En respuesta a la preocupación pública, la OMS estableció el Proyecto Internacional CEM en 1996 para evaluar las evidencias científicas de los posibles efectos en la salud de los campos electromagnéticos en el rango de frecuencia de 0 a 300 GHz. Ellos han declarado que, si bien una amplia investigación se ha realizado sobre los posibles efectos en la salud de la exposición a muchas partes del espectro de frecuencias, todos los exámenes realizados hasta el momento indican que las exposiciones se encuentran por debajo de los límites recomendados en las guías FEM de ICNIRP (1998) , cubriendo todo el rango de frecuencia desde 0–300 GHz, y no producen ningún efecto adverso descrito sobre la salud.
Directrices internacionales sobre los niveles de exposición a microondas CEM de frecuencia como ICNIRP limitan los niveles de potencia de los dispositivos inalámbricos, y es raro que los dispositivos inalámbricos se superan las directrices. Estas directrices sólo se tienen en cuenta los efectos térmicos, ya que los efectos no térmicos no se han demostrado de manera concluyente.

La postura oficial de la Agencia de Protección de Salud británica es que hasta la fecha "no hay pruebas consistentes de que las WLAN WiFi afecten negativamente a la salud de la población general ", pero también que" ... se trata de un criterio de precaución sensata ... mantener la situación bajo revisión en curso ... ".
Agencia sanitaria británica.

## Diferencia de la exposición a teléfonos móviles
Los usuarios de dispositivos inalámbricos están típicamente expuestos durante períodos mucho más largos que para los teléfonos móviles y la resistencia de los dispositivos inalámbricos no es significativamente menor. Mientras que un teléfono móvil puede variar de 21 dBm (125 mW) de potencia de Clase 4 a 33 dBm (2W) para la clase de potencia 1, un router inalámbrico típico puede variar desde 15 dBm (30 mW) , resistencia a 27 dBm (500 mW) en el extremo superior.
La Health Protection Agency (HPA) afirma que si una persona pasa un año en un punto de acceso Wi-Fi, recibirá la misma dosis de ondas de radio, como si hubieran hecho una llamada de una duración de 20 minutos desde un teléfono móvil.
La HPA también reconoce que debido a la capacidad de potencia adaptable del teléfono móvil, la radiación de un teléfono inalámbrico DECT realidad podría superar la radiación de un teléfono móvil. La HPA explica que mientras que la radiación del teléfono inalámbrico DECT tiene una potencia media de salida de 10 mW, que es en realidad en forma de ráfagas 100 por segundo de 250 mW, una resistencia comparable a algunos teléfonos móviles.

## Red de área local inalámbrica
La mayoría de los equipos de una red de área local inalámbrica está diseñado para trabajar dentro de los estándares predefinidos. Puntos de acceso inalámbricos también son a menudo cerca de los humanos, pero la caída en el poder con la distancia es rápido, siguiendo la ley del inverso del cuadrado. Sin embargo, las computadoras portátiles inalámbricas se utilizan normalmente cerca de los humanos. WiFi ha sido anecdóticamente relacionado con hipersensibilidad electromagnética , por ejemplo, en escolares de Toronto, Canadá, así como en trabajadores del personal de la Biblioteca Nacional de Francia

“..los niveles de radiofrecuencia (RF) de WiFi probablemente sean más bajos que los de los teléfonos móviles."   "... no ve razón por la cual las escuelas y otros no deben usar equipos WiFi".”
Posición de la HPA

En octubre de 2007, el HPA puso en marcha un nuevo estudio "sistemático" de los efectos de las redes WiFi en nombre del Gobierno del Reino Unido, con el fin de calmar los temores que habían aparecido en los medios de comunicación recientemente, hasta ese momento ". El Dr. Michael Clark, de la HPA, afirma la investigación publicada en los teléfonos móviles y las antenas no se suman a una acusación a la WiFi.

## Bluetooth
Bluetooth también usa el espectro de frecuencias de microondas de 2.4 GHz a 2.4835 GHz. La potencia de salida radiada de Bluetooth dispositivos varía entre 1 y 100 mW, y puede funcionar de forma continua o de forma ocasional (demanda), la exposición de manera total a la radiación EMF es bastante variable. Los dispositivos Bluetooth no se han relacionado con problemas de salud.

## Otros dispositivos
La radiofrecuencia en el espectro de microondas y radio es usado por una serie de dispositivos prácticos para uso doméstico o profesional como:
- DECT y otros teléfonos inalámbricos operando en una amplia gama de frecuencisa.
- Dispositivos de control remoto para abrir puertas etc.
- Dispositivos de comunicación de radio portátiles de dos vías como los walkie-talkies
- Sistemas de seguridad (alarmas) inalámbricos.
- Videocámaras de seguridad inalámbricas.
- Enlaces de radio entre edificios para transmisión de datos
- Monitor infantil .
- Medidor inteligente para energía eléctrica.

Además los dispositivos eléctricos y electrónicos que emiten campos electrométicos, generados por corrientes oscilantes. Los humanos están en contacto diario con computadores, monitores de video de computadora, pantallas de TV , hornos de microondas, tubos fluorescentes, motores eléctricos of several kinds (como en las máquinas lavadoras, aplicaciones de cocinas [como abridores de tarros eléctricos, mezcladoras, y jugueras], bombas de agua, etc.) y muchas otras. Un estudio de dormitorio de exposición en 2009 demostró las más altas tasas de ELF-EF desde las lámparas de velador y aún más altas desde los dispositivos que necesitaban transformadores ELF-MF y transformadores de electricidad, mientras que las más altas exposiciones RF-ELF provinieron de teléfonos inalámbricos DECTy estaciones base de celulares fuera de la casa; todas las exposiciones estuvieron por debajo de los límites permitidos ICNIRP.
La mayor exposición típica diaria, según un estudio de 2009, procedía de las estaciones base de teléfonos celulares, teléfonos celulares y teléfonos inalámbricos DECT, con los lugares más altos de exposición en trenes, aeropuertos y autobuses La energía típico fondo de los campos electromagnéticos en el hogar puede variar de cero a 5 milivatios por metro cuadrado. Los efectos a largo tiempo de estos campos electromagnéticos sobre la salud humana y animal son todavía desconocidos.